# Montbrison-sur-Lez
Montbrison-sur-Lez är en kommun i departementet Drôme i regionen Auvergne-Rhône-Alpes i sydöstra Frankrike. Kommunen ligger i kantonen Grignan som tillhör arrondissementet Nyons. År 2022 hade Montbrison-sur-Lez 269 invånare.

## Befolkningsutveckling
Antalet invånare i kommunen Montbrison-sur-Lez
Referens:INSEE